# 水簾壩
水簾壩，又稱為銅門水壩，是臺灣的一座攔河堰，位於花蓮縣秀林鄉的木瓜溪本流上，鄰近水簾發電廠，並隔著龍澗橋與龍澗發電廠相望，主要功能是提供其下游的銅門發電廠發電之用，是木瓜溪流域最下游的水庫。

## 歷史
水簾壩原為日本統治末期由日本人所建，不過在1943年至1945年遭遇嚴重之颱風及暴雨侵害，造成銅門發電所及其攔水壩損壞嚴重。國民政府來台後，1952年開始進行重建工作，1955年竣工，供甫重建完工的銅門發電廠發電之用。1958年（民國47年）榕樹發電廠尚未建廠時僅將銅門發電廠發電後的尾水接引至初英發電廠發電。1967年2月榕樹發電廠完工後則將銅門電廠的尾水隧道接引至榕樹電廠頭水隧道，供榕樹電廠發電後，再送到初英電廠發電。

## 設施
水簾壩為一座閘門控制混凝土重力壩，壩高27公尺，壩長84公尺，有效蓄水量僅2.1萬立方公尺，主要提供銅門發電廠發電用水。